# Mohamed Ahmed al-Mannai
Mohamed Ahmed al-Mannai (* 12. September 1992) ist ein katarischer Leichtathlet, der sich auf den Zehnkampf spezialisiert hat.

## Sportliche Laufbahn
Erste internationale Erfahrung sammelte Mohamed Ahmed al-Mannai bei den Jugendweltmeisterschaften 2009 in Brixen, bei denen er mit 6232 Punkten die Silbermedaille hinter dem Franzosen Kevin Mayer gewann. Im Jahr darauf siegte er mit 7078 Punkten bei den Juniorenasienmeisterschaften in Hanoi und qualifizierte sich damit für die Juniorenweltmeisterschaften, bei denen er seinen Wettkampf nach zwei Disziplinen vorzeitig beenden musste. 2014 nahm er erstmals an den Asienspielen im südkoreanischen Incheon teil, beendete den Wettkampf aber ebenfalls nicht. 2015 gewann er mit 7232 Punkten die Silbermedaille bei den Arabischen Meisterschaften in Manama und nahm an den Asienmeisterschaften in Wuhan teil, konnte aber erneut nicht alle Einzeldisziplinen bestreiten. Bei den Militärweltspielen in Mungyeong schied er zudem mit 7,03 m in der Weitsprungqualifikation aus. 2016 belegte er im Hallensiebenkampf mit neuem Landesrekord von 5391 Punkten den siebten Platz bei den Hallenasienmeisterschaften 2016 in Doha.
2018 nahm er erneut an den Asienspielen in Jakarta teil und belegte mit 7442 Punkten Rang fünf. Im Jahr darauf konnte er seinen Wettkampf bei den Asienmeisterschaften in Doha nicht beenden.

## Persönliche Bestleistungen
- Zehnkampf: 7442 Punkte: 26. August 2018 in Jakarta
  - Siebenkampf (Halle): 5391 Punkte: 21. Februar 2016 in Doha (Katarischer Rekord)
- Weitsprung: 7,35 m (−1,0 m/s), 30. September 2014 in Incheon